# Pseudorabdion mcnamarae
Pseudorabdion mcnamarae — вид змій родини полозових (Colubridae). Ендемік Філіппін.

## Поширення і екологія
Pseudorabdion mcnamarae мешкають на островах Негрос, Панай, Масбате, Себу, Сібуян, Біліран і Таблас. Вони живуть у вологих рівнинних і гірських тропічних лісах, серед опалого листя, трапляються на полях і плантаціях. Зустрічаються на висоті від 500 до 1600 м над рівнем моря.